# 嶋崎均
嶋崎 均（しまさき ひとし、1923年3月28日 - 1997年5月11日）は、日本の官僚、政治家。法務大臣（第43代）。参議院議員（5期）。

## 来歴
現在の石川県小松市出身。旧制小松中学校時代には体格のよさから相撲部に所属、角界から入門の話があったような強さだった。旧制第四高等学校を経て、1947年3月東京帝国大学法学部政治学科卒業。東京帝大法学部卒業後、大蔵省入省。主税局配属。1948年8月 横浜税関監視部。1950年5月 津税務署長。1951年8月 大阪国税局総務部総務課長。1955年6月 東京国税局調査査察部次長。1960年7月 東京国税局間税部長。1961年7月 経済企画庁調整局政策課長。1964年6月 主計局主計官（運輸、国鉄、郵政、電信電話担当）。1965年4月 主計局主計官（農林水産担当）。1968年6月25日 主計局総務課長。1969年8月25日 大臣官房文書課長。1970年6月25日 大臣官房審議官（大臣官房担当）。
主計局総務課長、大臣官房文書課長を歴任し、同期のトップを走っていると見られており、大蔵省に残っていれば大倉真隆と事務次官を争うことになる可能性もあったとされていた。
地元からの要請を断りきれず大蔵省を退官、1971年2月、参議院石川県選挙区補欠選挙に自由民主党から立候補し初当選。1972年2月、社会福祉法人石川県共同募金会へ100万円寄付により同年6月28日紺綬褒章受章。党内では宏池会（宮澤派）に所属していた。
1984年11月、第2次中曽根第1次改造内閣の法務大臣として入閣。登記特別会計創設や登記事務コンピュータ化に尽力した。
嶋崎は1988年の消費税導入の法案成立に尽力したことでその影響もあり、1989年7月、第15回参議院議員通常選挙で連合型候補粟森喬に敗れる。この選挙に関し、嶋崎に投票する意思のあった者が弟の譲の名前を間違えて記入し、その結果投票が無効になった可能性があるとして選挙結果の無効を提訴。1990年5月、名古屋高等裁判所にて選挙無効請求を棄却される。
1992年7月、返り咲きを目指し第16回参議院議員通常選挙で比例区から立候補するも落選。
1996年10月、山東昭子が衆院選立候補準備のため議員辞職したことから、繰上補充により当選。
議員在職中の1997年5月9日、実家の石川県小松市のホテルで開催された講演の最中に倒れ、2日後の5月11日、脳梗塞のため同市の国民健康保険小松市民病院で死去した。74歳没。嶋崎の死去に伴い、前法務大臣（当時、民間人閣僚）の長尾立子が繰上補充により当選した。同月13日、特旨を以て位記を追賜され、死没日をもって従三位勲一等に叙され、瑞宝章を追贈された。哀悼演説は同年6月6日、参議院本会議で松浦孝治により行われた。

## 親族
弟は社会党衆議院議員だった嶋崎譲で兄弟で与野党に分かれる。夫人同士が姉妹のため首相の竹下登は義兄に当たる。兄に雲井社長嶋崎弘、弟に嶋崎丞（石川県立美術館長）、東方歩（東洋交通社長）、妹に嶋崎晶子（立正短期大学教授）。